# Пол Ди'Ано
Пол Андрюс на английски: Paul Andrews (роден на 17 май 1958, в Чингфорд, Есекс), познат най-вече като Пол Ди'Ано на английски: Paul Di'Anno, е първият виден вокалист на групата Iron Maiden от 1978 до 1981 година.
В периода след кариерата си в Maiden, Ди'Ано издава множество албуми, както самостоятелен музикант, така и като член на групи като Gogmagog, Battlezone, Praying Mantis и Killers.
В средата на 1990-те години започват да се появяват слухове за евентуалното повторно присъединяване на Ди'Ано към Maiden (след напускането на Брус Дикинсън през 1993), но спекулациите се опровергават след включването към Maiden на бившия вокалист на Wolfsbane – Блейз Бейли, преди да се съберат с Дикинсън отново през 1999.
В зората на новото хилядолетие, Ди'Ано живее в Бразилия, където все още се занимава с музика (издава и последния си солов албум, Living Dead, през 2006), ръководейки хотел-ресторант, негова собственост в Англия. Живее в Salisbury, Англия.

## Музикална кариера

### Iron Maiden
Ди'Ано е първият вокалист на групата след напускането на твърде непредсказуемия Денис Уилкок, който принуждава Стив Харис да уволни всеки член на Maiden (включително Дейв Мъри), преди и самият той да напусне групата. Според DVD-то на Iron Maiden, The Early Days, той е бил представен на групата благодарение на барабаниста Дъг Семпсън, стар приятел на Стив от времето му със Smiler. Първото прослушване с Род Смолууд се проваля, когато Пол е арестуван за това, че размахвал на публично място джобното си ножче.
Едноименното издание от 1980 година бързо се превръща в класика в жанра, докато групата смесва енергията на пънка с рифове, присъщи на метъла, както и сложността на прогресив рока, което впоследствие служи за насоки на бъдещи жанрове като траш и спийд метъл. 1981 е годината на втория им албум, Killers, както и пробното live DVD, Maiden Japan. Maiden намират заместител в лицето на фронтмена на Samson – Брус Дикинсън, под чието влияние звученето на бандата започва да се отдалечава от това от времето на албумите с Ди'Ано.
През 1981 Ди'Ано напуска Maiden след среща с бандата и нейния мениджър, Род Смолууд. Според думите на Ди'Ано: „Това е все едно Мусолини и Адолф Хитлер да участват заедно в групата. Всичко опира само до Род Смолууд и Стив Харис, това е положението. Не беше възможно да има някой друг, аз не можах да се примиря и заради това със Стив вечно се карахме“.

### Di'Anno
Di'Anno е първият проект на Пол Ди'Ано след напускането му на Iron Maiden. Групата първоначално се казва Lonewolf, но след проблемите, породени от друга банда, вече притежаваща името Lone Wolf, те променят името си и накрая записват само един албум под името на Di'Anno. По време на турнето им Пол отказва да изпълнят която и да е песен на Iron Maiden (което донякъде потриса публиката), изпълнявайки само своите авторски парчета и няколко кавъра. Вследствие минималния успех, групата се разпада малко след края на турнето. Единствените останали проекти от тази група са сингъл на „Heartuser“, едно японско издание на „Flaming Heart“ и шведското VHS издание, наречено „Live At The Palace“ (днес включено в DVD като „Di'Anno Live From London“).

### Gogmagog
През 1985, Ди'Ано трябва да започне работа по проект с няколко наети музиканти. Групата, наречена Gogmagog, е сформирана от диджея и продуцент Джонатан Кинг. Gogmagog е проект за рок-опера. Кинг присъединява Ди'Ано скоро след неговия едноименен албум от 1984 година. Идеята на Gogmagog притежава огромен потенциал заради способността на Кинг да събира вече известни и големи имена в света на музиката (включително Клайв Бър, участвал преди време в Iron Maiden, Яник Гърс от Gillan и Iron Maiden, Нийл Мъри, участвал в Whitesnake и впоследствие в Black Sabbath, както и тогавашният китарист на Def Leppard – Пит Уилис. Ръс Балард е нает да напише няколко песни и EP-то с три песни, наречено „I Will Be There“. Интересен е фактът, че EP-то е издадено чак след разпадането на самата група. Трите песни са само демота, предназначени за албум, за който са написани много други песни, но никога не е записан. Друг интересен факт е, че Яник Гърс свири с Бър и Ди'Ано, бивши членови на Iron Maiden много преди той самият да се присъедини към групата.

### Battlezone
След издаването на едноименния албум, Ди'Ано формира Strike, докато е в Америка с барабаниста Боб Фалк (под името Sid Falck, от времето му с Overkill) и китариста Джон Хърли, но проектът получава името Battlezone заради завръщането на фронтмена в Англия.
Първоначалният състав на групата се състои от Ди'Ано, китаристите Хърли и Дарън Олдридж, басиста Лорънс Кеслър и барабаниста Адам Парсънс. После променят името на A.D.Dynamite, от времето с „Aunt May“. Скоро обаче Парсънс напуска групата, за да сформира „Belladonna“ и Фалк отново се появява на сцената, точно навреме, за да запише първия албум на групата с името „Fighting Back“. През 1986 също така се присъединява и бившия китарист на Lonewolf и Tokyo Blade, Джон Уигинс.
Battlezone започват своето турне в Америка през 1987 година, за да обявят промоцията на дебютния албум „Fighting Back“, но музикалните различия, споровете и физическите разпри в бандата водят до напускането на Джон Хърли и Боб Фалк след първото турне. Според книгата на Ди'Ано „The Beast“, Хърли е описан като „егоцентрик“, а барабанистът Фалк – „пречка“, така че двамата са отлъчени от групата. Местата им заемат бившите музиканти от Persian Risk Греъм Бат и Стив Хопгууд, приспособявайки се към тогавашния облик на групата.
Вторият издаден албум е озаглавен „Children Of Madness“ и постига значителен успех. Видеоклипът към „I Don’t Wanna Know“ се върти нееднократно в Щатите по MTV. Наркотиците и физическото насилие отново обтягат допълнително положението в групата. Към края на второто турне повечето музиканти вече са напуснали групата, принуждавайки Ди'Ано да го завърши с помощта на събрани от него музиканти от друга група, за да може да изпълни договора си.
След разпадането на Battlezone, Ди'Ано и Хопгууд поставят началото на пауър метъл групата Killers, издавайки четири албума. По-късно Хърли се присъединява към „Lo Girls“. През 1990 година Ди'Ано също така участва и в Praying Mantis в рамките на турнето в Япония и последвалия „Live At Last“ албум с бившия китарист на Iron Maiden Денис Стратън. Уигинс се присъединява към вече променената група Tokyo Blade през 1995. Ди'Ано издава серия от соло-албуми преди и след Killers.
До 1998 година Ди'Ано вече е възстановил името на Battlezone. Към него се присъединяват Уигинс и приятелят му Колин Ригс, бивш член на Tokyo Blade, както и барабанистът Марк Ейнджъл. Другите китари са дело на Пауло Турин. Музикантите записват албума „Feel My Pain“, издаден от значително новия лейбъл „Zoom Club“. Групата се заема с бразилското си турне през януари 1998 със своите някогашни колеги от Killers, басистът Гейвин Купър и китаристът Ник Бър се присъединяват за турнето в Южна Америка.
Турнето на групата се провежда през същата година, в продължение на три седмици с цел събирането на около 6000 фенове на вечер. Вече слезли от облаците, след завръщането си у дома Battlezone провеждат концерт в Walthamstow Royal Standard пред публика, наброяваща едва стотина души, както и още един, в JBS Dudley в West Midlands, привличайки по-малко от дузина фенове. LIVE парче от концерта в Walthamstow лед време се появява в компилацията с всичките три албума на Battlezone, носеща името „Cessation of Hostilities“. Бившият басист на Battlezone – Гейвин Купър се присъединява към Lionsheart през декември 2004, а после към Statetrooper през май 2005. Басистът впоследствие взема участие и в соло-албума на вокалиста на Magnum – Боб Кетли, за датите в Обединеното Кралство през април 2006.

### Killers
Killers е създадена през 1990 или 1991. По това време Клиф Евънс живее в Ню Йорк с мениджъра на Fastway. Стив Хопгууд, свирил в Battlezone когато Пол му се обадил и го поканил за общ проект. След осъществения контакт, Пол отлита от Лос Анджелис за Ню Йорк, където заедно създават групата.
За няколко дена те наемат Джон Галахър (от Raven), който да поеме ролята на басист, и американецът Рей ди Тоун, отговарящ за другата китара. В продължение на няколко дена те записват live-албумът „Assault on South America“, съдържащ няколко песни на Iron Maiden и Battlezone, както и кавъри на „We Will Rock You“ и „Smoke on the Water“. Албумът е първоначално записан за южноамериканския пазар, след намесата на инвеститор от Южна Америка, заинтересован от турне в този регион. „Записано в Бразилия, Аржентина и Венецуела през лятото на 1993 година“, пише на задната страна на обложката. Според Джон Галахър обаче южноамериканското турне се провалило и целият албум е записан в камион, превърнат в подвижно звукозаписно студио, в Ню Йорк. По-късно, канадска звукозаписна компания под името Magnetic Air Productions издава пиратско копие на световния музикален пазар с друга обложка, без да изплаща никакви финансови обезщетения на групата.
Killers по това време свирят за няколко известни звукозаписни компании като Virgin, EMI, Sony и BMG. Представители летят за Ню Йорк от цял свят, за да ги чуят. Те изпълняват само песни на Iron Maiden, защото групата не е записала какъвто и да е материал. Изпълнените песни на Maiden, включително „Phantom Of The Opera“ и „Wrathchild“, впечатляват представителите на BMG достатъчно, за да сключат договор с групата на стойност 250 000 долара. BMG не са уведомени, че тези песни вече са били записвани преди време.
Веднага след като Killers подписват договора, започват работа по своя първи албум, озаглавен „Murder One“. Групата се мести в студио в горната част на Ню Йорк, „по средата на пустошта“. Там отсядат в мотел със звукозаписно студио, притежание на собственика. Албумът е написан за около две седмици; след още месец е изцяло записан. Последните щрихи са положени в електростанцията на Ню Йорк.
След издаването на „Murder One“, Пол Ди'Ано се жени за англичанка, която се мести в Ню Йорк. Алкохолът и наркотиците обаче си казват своето и бракът бързо е разтрогнат. Пол напуска Ню Йорк и се мести в Лос Анджелис със своята нова приятелка от Америка. Скандал между двамата, включващ заплаха с нож, привлича вниманието на полицицейския департамент на Лос Анджелис, който нахлува в апартамента и арестува Пол за малтретиране на приятелката му, притежание на кокаин и злоупотреба с огнестрелно оръжие. След съдебният процес е осъден на 4 месеца в затвора в Лос Анджелис. Именно тук Ди'Ано започва да пише песните за следващия албум на Killers и ги праща към Англия, където останалите членове на групата живеят по това време.
Пол Ди'Ано се връща в Англия след депортирането си. Именно тук той и групата сключват договор с компанията Bleeding Hearts, намираща се в Нюкасъл и записват втория си студиен албум. Озаглавен е „Menace To Society“ след коментар от страна на съдията от Лос Анджелис. Със своя стил, подобен на Panthera, албумът не е приет от страна на много критици, с изключение на списанието Metal Hammer в Германия, гласувало го за „най-добър нов албум“ на годината.
До 2003, Пол и Клиф трябва да започнат турнето си като единствените останали оригинални членове на Killers. За целта Пол наема музиканти, негови познати от турнетата му из Германия и Австрия. Marcus Thurston се включва към групата като втори китарист, Darayus Kaye се заема с баса, а Pete Newdeck поема барабаните. Steve трябва да напусне заради заболяване – шум в ушите; Китаристът Graham Bath поврежда ръцете си, резултат от почти постоянното свирене на китара през годините, развивайки артрит. Според Di’ Anno той е искал барабаните да бъдат поети от Clive Burr (преди време участвал в Iron Maiden), но не е успял да стигне навреме за прослушването. Впоследствие обаче Clive се разболява сериозно от множествена склероза.

## The Beast
Ди'Ано издава биография, озаглавена The Beast и според слуховете преминава през различни видове наркотици.

## Религия
Ди'Ано е атеист и има татуировка, която гласи „666“ и „GOD = SUCKER“ на тила си. Според своята автобиография се е обърнал към исляма през 1990-те години, след като е прочел Корана. Впоследствие обаче признава: „Според мен религията убива всички нас. Не вярвам в нея. …Не, баща ми беше мюсюлманин, признавам. Но не ми пука за това“. В по-късните си интервюта Ди'Ано пояснява, че никога не е бил истински мюсюлманин, че никога не е спирал да пие, но се е опитал да стане по-добър човек, прилагайки някои от мюсюлманските философски принципи в живота си. Според автобиографията му, той е твърдял, че е бил мюсюлманин, католик и дори абориген.

## Дискография
С Iron Maiden
- The Soundhouse Tapes (1979)
- Live!! +one (1980)
- Iron Maiden (1980)
- Killers (1981)
- Maiden Japan (Heavy Metal Army) (1981)

С Di'Anno
- Di'anno, 1984
- Nomad, 2000

Солови албуми
- The World's First Iron Man, 1997
- Beyond the Maiden (The Best Of), 1999
- The Masters, 1999
- The Living Dead, 2006
- The Maiden Years – The Classics 2006
- Iron Maiden Days and Evil Nights 2007
- Solo Album – to be announced 2008

С Battlezone
- Fighting Back, 1986
- Children of Madness, 1987
- Warchild, 1988
- Feel My Pain, 1998
- Cessation of Hostilities, 2001
- The Fight Goes On, 2008

С Gogmagog
- I Will Be There EP, 1985

С Killers
- Murder One, 1992
- Menace to Society, 1994
- Live, 1997
- New Live & Rare, 1998
- Killers Live at the Whiskey, 2001
- Screaming Blue Murder – The Very Best of Paul Di'Anno's Killers, 2002

С Денис Стратън
- The Original Iron Men (1995)
- The Original Iron Men 2 (1996)
- As Hard As Iron (1996)

С Praying Mantis
- Live At Last (1991)

Други проекти и компилации
- Metal for Muthas, 1980 (with Iron Maiden)
- All Stars NWOBHM, 1990
- True Brits, 1993
- True Brits 2, 1994
- True Brits 3, 1995
- Killer Voices, 1995
- Metal Monsters, 1996
- Metal Christmas (The 21st Century Rock Christmas Album), 1996
- The Almighty Inbredz, 1999
- Classic Rock, Classic Rockers, 2002
- Tribute to Van Halen, 2006